# Gau Schlesien

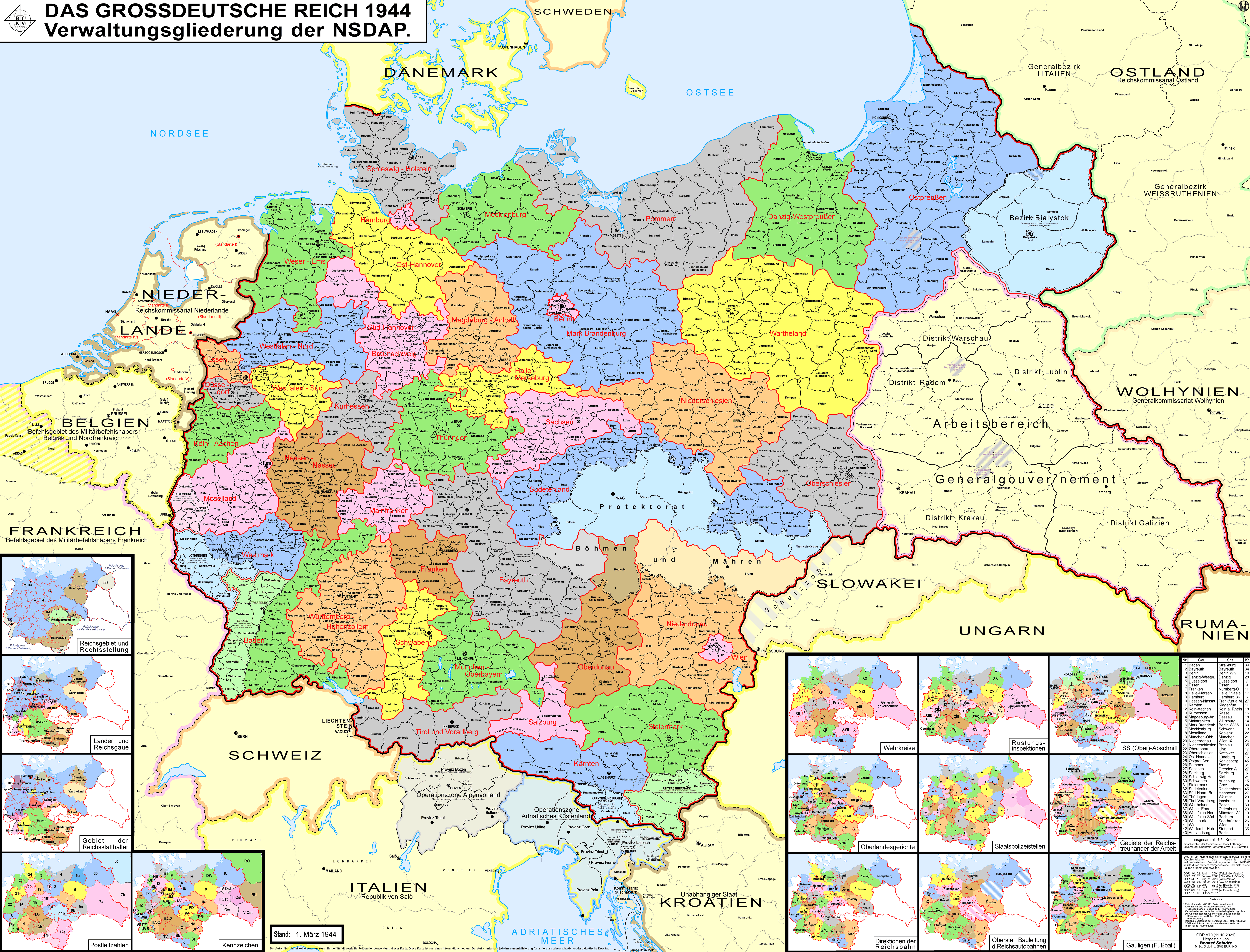
Gaue des Deutschen Reiches 1944

Der Gau Schlesien war eine Verwaltungseinheit der NSDAP. Im Jahr 1941 wurde er in den Gau Oberschlesien und den Gau Niederschlesien geteilt, nachdem Oberschlesien um die 1939 annektierten Gebiete in Ostoberschlesien erweitert worden war. Der neue Gau nahm nun aber neben Ostoberschlesien und dem übrigen (vormals österreichisch-schlesischen) Gebiet der Autonomen Woiwodschaft Schlesien sowie dem bereits 1939 wiedereingegliederten Hultschiner Ländchen auch kleinpolnische Gebiete mit den z. B. Städten Sosnowitz, Krenau und Jaworzno auf, die zum Regierungsbezirk Kattowitz der preußischen Provinz Oberschlesien gehörten.

## Geschichte und Struktur

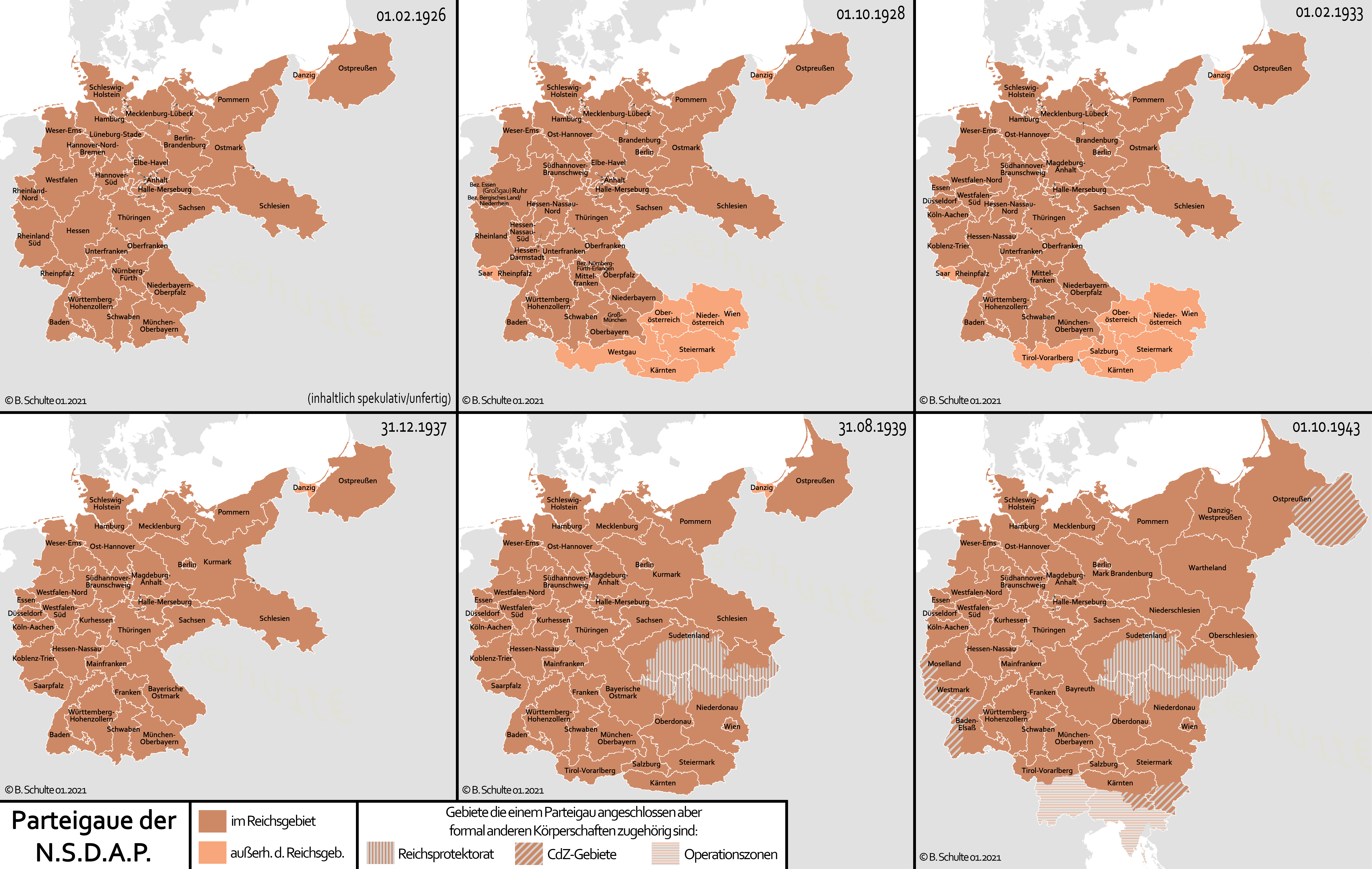
Gaue der NSDAP 1926, 1928, 1933, 1937, 1939 und 1943

Der Gau entstand 1925 unter dem Gauleiter Helmuth Brückner, der 1934 im Zusammenhang mit der Röhm-Affäre abgesetzt wurde. Auch der Nachfolger Josef Wagner wurde im Mai 1940 abberufen, weil er nicht genug kirchenfeindlich und zu polenfreundlich wirkte, blieb aber noch bis November 1941 Gauleiter im Gau Westfalen-Süd. Im Gebiet des Gau Oberschlesien lagen große Konzentrationslager, darunter das KZ Auschwitz mit zahlreichen KZ-Außenlagern, im Gebiet von Niederschlesien lag das KZ Groß-Rosen.
Auf der staatlichen Seite gab es die preußische Provinz Niederschlesien und Provinz Oberschlesien, die von 1938 bis 1941 in der Provinz Schlesien zusammengefasst waren. In Schlesien lagen die Reichstagswahlkreise 7, 8, 9 – die den Regierungsbezirken Liegnitz, Breslau und Oppeln entsprachen. Reichsstatthalter für Preußen war seit 1933 Hermann Göring, die Aufgaben nahmen die jeweiligen Oberpräsidenten wahr, die mit den Gauleitern identisch waren, womit die Grenzen zwischen Staat und Partei aufgehoben waren. Josef Wagner war Oberpräsident für ganz Schlesien 1938–1941 und seit Kriegsbeginn 1939 Reichsverteidigungskommissar im Wehrkreis VIII. Anfang Oktober 1933 übernahm Josef Adamczyk das Amt des Landeshauptmanns der Provinz Oberschlesien. Zudem war er von Dezember 1936 bis März 1937 kommissarisch Regierungspräsident im Regierungsbezirk Oppeln. Von März 1938 bis Februar 1941 war er Landeshauptmann der Provinz Schlesien und danach bis zum Ende des Zweiten Weltkrieges der Provinz Niederschlesien.
Die Gauleitung hatte ihren Sitz in Breslau, Eichbornstraße 2. Im Gau Oberschlesien wurde Kattowitz die Gauhauptstadt. Der stellvertretende Gauleiter Gottschalk war ab Oktober 1935 Gauinspekteur (bis 1. Oktober 1937). Der Jurist Willy Gaertner war vor 1933 Geschäftsführer und später Gauamtsleiter der Rechtsabteilung. Der SS-Führer Erich von dem Bach-Zelewski war im Gau zuständig den Grenzabschnitt Südost, und als dortiger Kommissar für die Festigung deutschen Volkstums (seit 7. November 1939) ordnete er die Errichtung des KZ Auschwitz I an. Im April 1935 wurde Erwin Schramm Gauamtsleiter im wichtigen Gauamt für Kommunalpolitik. Paul Roden war der Geschäftsführer von 1936 bis 1941, danach Gauamtsleiter für Volkstumsfragen in Oberschlesien. Der Kattowitzer Bürgermeister Hans Tiessler war Gauamtsleiter in Oberschlesien. Wolfgang Graf Yorck von Wartenburg war dort zeitweise Gauamtsleiter für Ostfragen. Fritz Arlt leitete das Rassenpolitische Amt und das Zentralinstitut für Landesforschung in Oberschlesien und war zudem Leiter der Außenstelle Oberschlesien beim Reichskommissar für die Festigung deutschen Volkstums. Der Breslauer IHK-Präsident Otto Fitzner war Gauwirtschaftsberater. Gauführerschulen bestanden bei Liegnitz und in Schloss Bischwitz (Landkreis Trebnitz) nahe Hundsfeld. In Weidenhof bei Breslau war ein weiteres Gauschulungslager, das der NS-Lehrerbund nutzte.
Die Macht der Gauleiter wuchs mit den neuen Aufgaben im Kriege: Bracht wurde für Oberschlesien Gauwohnungskommissar, Gaubeauftragter für den „Reichskommissar für die Festigung deutschen Volkstums“, ab dem 6. April 1942 Beauftragter des „Generalbevollmächtigten für den Arbeitseinsatz“, Fritz Sauckel, und ab dem 16. November 1942 Reichsverteidigungskommissar. Am 25. September 1944 übernahm er das Kommando über den Volkssturm. Nach einem Herzanfall im Januar 1945, wonach er ins Krankenhaus nach Neisse ging, musste er die Amtsgeschäfte dem Stellvertreter Metzner überlassen.
Gauleiter im Gau Schlesien waren:

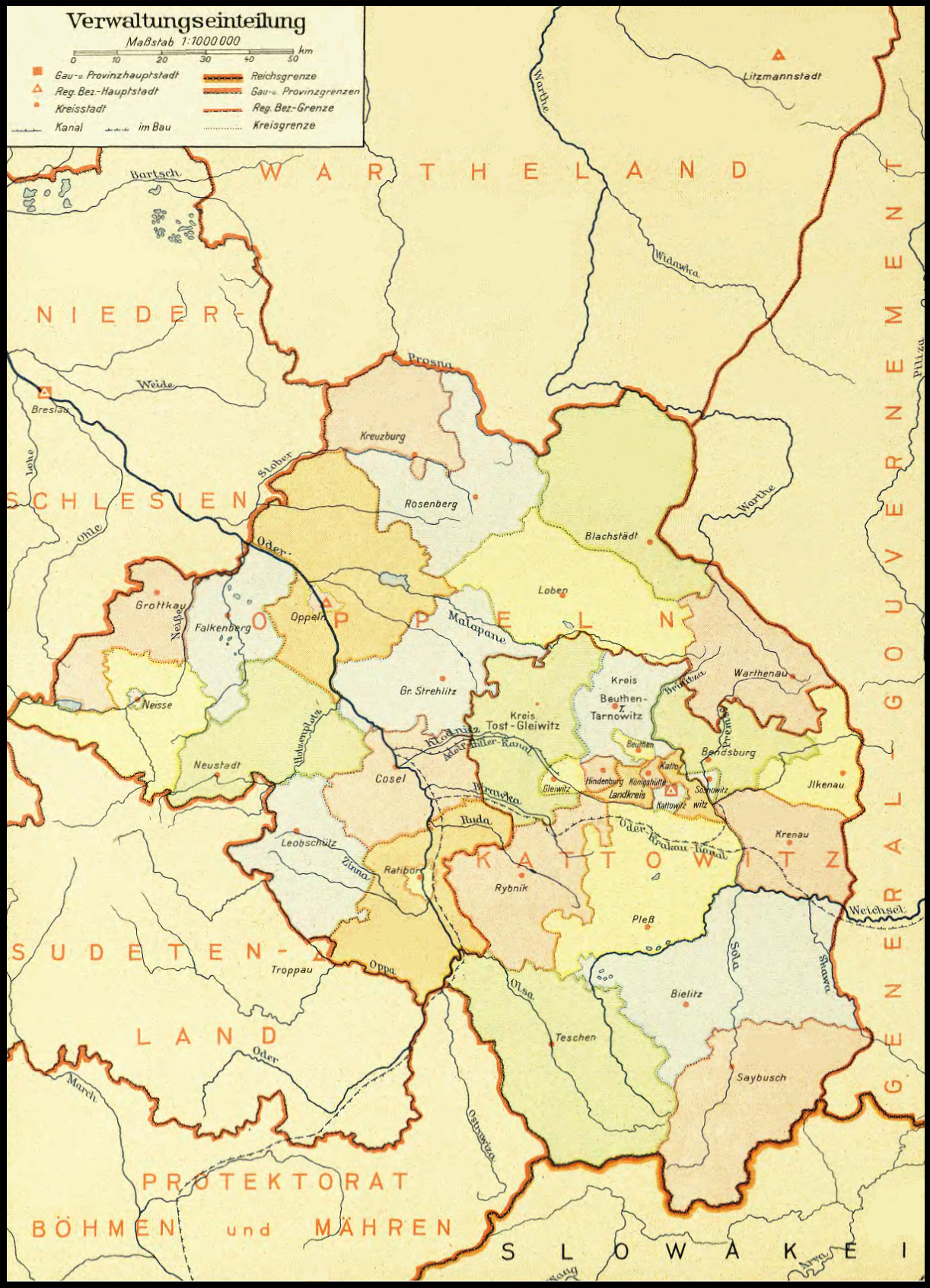
Regierungsbezirke und Kreise im Gau Oberschlesien (1943)

- Helmuth Brückner (1925 – Dezember 1934)
- Josef Wagner (Dezember 1934 – Mai 1940)
- Fritz Bracht (27. April 1940 – 9. Februar 1941; als Stellvertreter „mit der verantwortlichen Führung“ des Gaus beauftragt)

Stellvertretende Gauleiter waren:
- - Karl Peschke (1930–1933)
  - Edmund Heines (1933 – 30. Juni 1934; ermordet im Röhm-Putsch)
  - Walter Gottschalk (1. September 1934 – 5. April 1935)
  - Fritz Bracht (1. Mai 1935 – 9. Februar 1941)

Leiter im Untergau Niederschlesien:
- -     - Richard Türk (1. August 1931 – 31. August 1932)
    - Walter Gottschalk (1. September 1932 – 1. Oktober 1934)

im Untergau Mittelschlesien:
- -     - Josef Schönwälder (1. Juli 1931 – Juli 1932)
    - N. N.
    - Hans Huebenett (1. Juni 1933 – 30. September 1935)

im Untergau Oberschlesien:
- -     - Josef Adamczyk (1931–1935)

Gauleiter im Gau Niederschlesien war
- Karl Hanke (9. Februar 1941 – 6. Mai 1945)

Gauleiter im Gau Oberschlesien war
- Fritz Bracht (27. Januar 1941 – 9. Mai 1945)

Stellvertreter im Gau Oberschlesien waren
- - Albert Hoffmann (20. April 1941 – 26. Januar 1943)
  - 1943 zeitweise unbesetzt
  - Rudolf Metzner (Mai 1944 – März 1945)